# 格子エネルギー

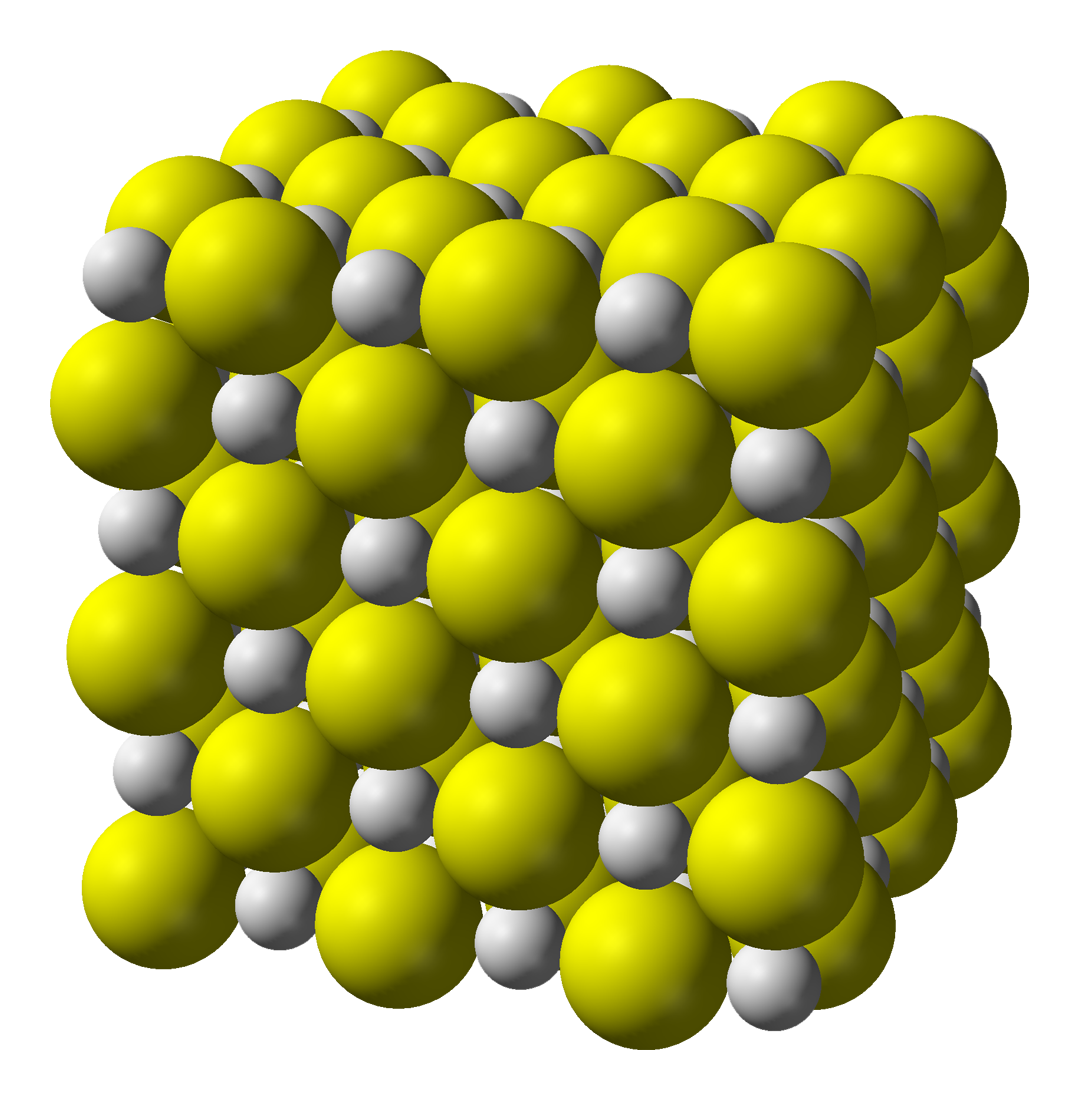
硫化カルシウムの結晶格子

格子エネルギー（こうしエネルギー、lattice energy）は結晶格子を構成する原子、分子あるいはイオンが気体状態から固体結晶になるときの凝集エネルギーである。
格子エネルギーは絶対零度における凝集エンタルピー変化ΔH0の負として定義される。金属結晶および分子結晶では絶対零度における昇華熱に相当する。格子エネルギーは特にイオン結晶に関連して論じられることが多い。
Na+(g) + Cl−(g) → NaCl (s),　　ΔH0 = −785.53 kJ mol−1（格子エネルギー:U = 785.53 kJ mol−1）

## 格子エネルギーの算出

### ボルン・ハーバーサイクルより
イオン結晶の格子エネルギーは、イオン化エネルギー、電子親和力、成分元素の原子化熱、および生成熱からボルン・ハーバーサイクルを用いて求めることができる。塩化カリウムを例に取ると以下のようになる。
| カリウムの原子化熱（昇華熱）     | K(s) → K(g)                | S = 90.14 kJ mol−1      |
| 塩素の原子化熱（解離熱）         | 1/2 Cl2(g) → Cl(g)         | 1/2D = 120.00 kJ mol−1  |
| カリウムの第一イオン化エネルギー | K(g) → K+(g) + e−          | IE = 418.80 kJ mol−1    |
| 塩素の電子親和力                 | Cl(g) + e− → Cl−(g)        | −EA = −348.61 kJ mol−1  |
| 塩化カリウムの生成熱             | K(s) + 1/2 Cl2(g) → KCl(s) | ΔfH0 = −436.43 kJ mol−1 |
| 塩化カリウムの格子エネルギー     | K+(g) + Cl−(g) → KCl(s)    | −U = −716.76 kJ mol−1   |

ボルン・ハーバーサイクルに基づくハロゲン化アルカリの格子エネルギーは以下のようになる。格子エネルギーはイオン半径が小さいほど大きく、また電荷が大きいほど大きくなる。格子エネルギーは0 Kにおける値であるが*印のものは298.15 Kにおける値である。しかし温度が異なっても1〜2 kJ mol−1程度の差でしかない。
| U / kJ mol−1 | F−          | Cl−         | Br−          | I−        |
| ------------ | ----------- | ----------- | ------------ | --------- |
| Li+          | LiF 1040.67 | LiCl 858.11 | LiBr *817.93 | LiI 760.6 |
| Na+          | NaF 923.74  | NaCl 785.53 | NaBr 750.54  | NaI 702.4 |
| K+           | KF 823.75   | KCl 716.76  | KBr 688.78   | KI 647.9  |
| Rb+          | RbF *792.41 | RbCl 692.06 | RbBr 666.29  | RbI 630.3 |
| Cs+          | CsF 755.47  | CsCl 667.87 | CsBr 645.44  | CsI 611.1 |

ハロゲン化銀の298.15 Kにおける格子エネルギーは以下の通りである。これらについては単純なイオン結合ではなく共有結合の寄与が大きい。
| ハロゲン化銀 U / kJ mol−1 | ハロゲン化銀 U / kJ mol−1 | ハロゲン化銀 U / kJ mol−1 | ハロゲン化銀 U / kJ mol−1 |
| ------------------------- | ------------------------- | ------------------------- | ------------------------- |
| AgF *970.94               | AgCl *915.67              | AgBr *903.03              | AgI *886.57               |

2価陽イオンであるアルカリ土類金属化合物では格子エネルギーは大きくなる。*印のものは298.15 Kにおける値である。
| U / kJ mol−1 | O2−       | F−            | Cl−            |
| ------------ | --------- | ------------- | -------------- |
| Mg2+         | MgO *3760 | MgF2 *3216.5  | MgCl2 2747.21  |
| Ca2+         | CaO *3371 | CaF2 *2890.1  | CaCl2 *2488.57 |
| Sr2+         | SrO *3197 | SrF2 *2751.45 | SrCl2 *2386.3  |
| Ba2+         | BaO *3019 | BaF2 2603.66  | BaCl2 2279.40  |

### 静電エネルギーに基づく計算
格子エネルギーは結晶格子の静電エネルギーにより理論的に推定することができる。この式は1918年にマックス・ボルン(Max Born)とAlfred Landéにより導出されたものである。
まず、{\displaystyle r_{0}}の距離で結合している電荷 {\displaystyle z^{+}} の陽イオンと電荷 {\displaystyle z^{-}} の陰イオンを無限遠に引き離すために必要な静電エネルギーは以下のようになる。ここで {\displaystyle \varepsilon _{0}} は真空の誘電率、{\displaystyle e} は電気素量である。
{\displaystyle E=-{\frac {z^{+}z^{-}e^{2}}{4\pi \varepsilon _{0}r_{0}}}}
1モルの陽イオンと陰イオンからなる結晶を気化させて、互いに無限遠に引き離すときに必要なエネルギーは以下の式で表される。ここで {\displaystyle N_{A}} はアボガドロ定数、{\displaystyle M} は結晶格子中のあるイオンに対する周囲のイオンとの静電気力の総和を表した係数でマーデルング定数と呼ばれる。
{\displaystyle E_{e}=-N_{A}M\left({\frac {z^{+}z^{-}e^{2}}{4\pi \varepsilon _{0}r_{0}}}\right)}
またイオンは剛体球ではないため、互いに接近すると反発力が働き、反発力は距離 {\displaystyle r} に対して {\displaystyle {\frac {N_{A}B}{r^{n}}}} で表される。結晶中ではイオン間の静電引力と反発力の合計が最小となる距離 {\displaystyle r_{0}} で平衡となり、結晶全体の静電引力と反発力は以下のようになる。ここで {\displaystyle n} はイオンの大きさに関連し、ハロゲン化アルカリの場合、イオンが以下の希ガス電子配置を取るとき（He:5, Ne:7, Ar:9, Kr:10, Xe:12）のようになり、陽イオンおよび陰イオンについての {\displaystyle n} の平均値を用いる。また {\displaystyle n} は実験的な測定値である結晶の圧縮率から求めたものを用いてもよい。
{\displaystyle U=-N_{A}M\left({\frac {z^{+}z^{-}e^{2}}{4\pi \varepsilon _{0}r_{0}}}\right)-{\frac {N_{A}B}{r_{0}^{n}}}}
イオン間距離が平衡状態 ({\displaystyle r=r_{0}}) となったとき {\displaystyle U} が極小となるため、この状態は上式を {\displaystyle r} で微分したものが0となるときに相当し、上式の定数 {\displaystyle B} は以下のようになる。
{\displaystyle \left({\frac {dU}{dr}}\right)_{r=r_{0}}={\frac {N_{A}Mz^{+}z^{-}e^{2}}{4\pi \varepsilon _{0}r_{0}^{2}}}+{\frac {nN_{A}B}{r_{0}^{n+1}}}=0}
{\displaystyle B=-{\frac {Mz^{+}z^{-}e^{2}}{4\pi \varepsilon _{0}n}}r_{0}^{n-1}}
これらの式より格子エネルギーは以下の理論式で表される。ただし、CaF2あるいはNa2Oのような1:2あるいは2:1のイオン結晶についてはマーデルング定数に電荷が含まれているため、共に陽イオンおよび陰イオン電荷はそれぞれ {\displaystyle z^{+}} = 1,  {\displaystyle z^{-}} = −1 と置く。
{\displaystyle U=-{\frac {N_{A}Mz^{+}z^{-}e^{2}}{4\pi \varepsilon _{0}r_{0}}}\left(1-{\frac {1}{n}}\right)}
この式による計算値は以下のようになる。
| U / kJ mol−1 | F−       | Cl−      | Br−      | I−      |
| ------------ | -------- | -------- | -------- | ------- |
| Li+          | LiF 1033 | LiCl 845 | LiBr 798 | LiI 740 |
| Na+          | NaF 904  | NaCl 756 | NaBr 731 | NaI 686 |
| K+           | KF 799   | KCl 692  | KBr 667  | KI 631  |
| Rb+          | RbF      | RbCl     | RbBr     | RbI     |
| Cs+          | CsF 748  | CsCl 652 | CsBr 632 | CsI 601 |

これらの計算値はほぼ実験値に近い値を与えるが、実際の結晶は必ずしも完全なイオン結合ではなく、ある程度の共有結合性を持つため完全なイオン結晶とする仮定が正しいわけではない。さらに計算の精度を向上させるためには反発力についての理論式の改良、ファンデルワールス力による寄与、および絶対零度でも存在する振動エネルギーである零点エネルギーも考慮する必要がある。

## その他の物質の格子エネルギー
金属の0 Kにおける昇華熱は以下の通りである。*印のものは298.15 Kにおける値である。一般的に沸点の高いものほど大きい。
| 金属結晶 U / kJ mol−1 | 金属結晶 U / kJ mol−1 | 金属結晶 U / kJ mol−1 | 金属結晶 U / kJ mol−1 | 金属結晶 U / kJ mol−1 |
| --------------------- | --------------------- | --------------------- | --------------------- | --------------------- |
| Li 157.800            | Be 320.03             | Mn 279.37             | Fe 413.96             | Al 324.01             |
| Na 107.566            | Mg 146.499            | Cr 394.51             | Ni 427.659            | Zn 130.181            |
| K 90.14               | Ca 177.74             | Mo 656.55             | Cu 337.15             | Hg 64.463             |
| Rb 82.17              | Sr *164.4             | W 848.10              | Ag 284.09             | Sn 302.00             |
| Cs 77.580             | Ba 180.7              | Pt 564.42             | Au 365.93             | Pb 195.64             |

分子結晶の0 Kにおける昇華熱は以下の通りである。イオン結晶および金属結晶と比較して一般的に小さい値となる。
| 分子結晶 U / kJ mol−1 | 分子結晶 U / kJ mol−1 | 分子結晶 U / kJ mol−1 | 分子結晶 U / kJ mol−1 | 分子結晶 U / kJ mol−1 |
| --------------------- | --------------------- | --------------------- | --------------------- | --------------------- |
| H2O 47.400            | P4 66.23              | S8 106.06             | Br2 45.702            | I2 65.517             |

## 格子エネルギーの意味
格子エネルギーはイオン結合、金属結合および分子間力の指標のひとつであり、融点および沸点と密接に関係がある。また結合エネルギーは2個のイオン間、原子間および分子間の引力に関するものであるが、格子エネルギーは結晶という集合体全体の結合エネルギーに相当する。また格子エネルギーは、イオン半径および分子の形状による粒子の充填（パッキング）の安定度も関係する点が結合エネルギーとは異なる。
また溶解度との関係については格子エネルギーも大いに寄与するが、溶媒和の影響も大きく特に水溶液においては水和もほぼ同程度に寄与する。イオン結晶の溶解度については、格子エネルギーはイオン半径の小さいものが大きく溶解度を下げる方向に寄与するが、同時にイオン半径の小さなイオンは強く水和し、これは溶解度を上げる方向へ寄与する。また電荷の大きなイオン結晶は格子エネルギーが大きいが、同時に水和エネルギーも大きい。すなわち格子エネルギーと水和エネルギーの兼合いで溶解度が決まる。例えばハロゲン化アルカリについては、リチウム塩では溶解度はLiF < LiCl < LiBr < LiIとなり、セシウム塩ではCsF > CsCl > CsBr > CsIである。これはリチウム塩の場合、イオン半径の小さいリチウムイオンが圧倒的に強く水和し陰イオンを含めた全体としての水和エネルギーはあまり変化せず、格子エネルギーが溶解度にやや強く寄与しているのに対し、大きな陽イオンを持つセシウム塩では格子エネルギーの差が小さく、陰イオンの水和の程度の差が溶解度により大きく寄与していることによる。ハロゲン化銀の溶解度についても、陰イオンの水和がより強く寄与しているが、これは共有結合の寄与がAgF < AgCl < AgBr < AgIの順に格子エネルギーに加わり、イオン半径が増加するほどには格子エネルギーが減少しないためである。